# Escut de Cervera
L'escut oficial de Cervera té el següent blasonament:
Escut caironat quarterat en sautor: al primer i quart, de gules, un cérvol d'or; al segon i tercer, d'or, quatre pals de gules. Per timbre, una corona de comte.

## Història
L'escut originari va ser aprovat el 22 d'abril de 1988, i modificat al DOGC el 22 de gener del 2018, tot i que l'inici de l'expedient de modificació per part de l'Ajuntament cerverí data del 20 de desembre del 2012.

L'anterior escut oficial
entre 1988 i 2018

Cervera va ser el centre d'un comtat, atorgat per Pere III el Cerimoniós. Per això el primer escut oficial de la vila, aprovat el 1988, mostrava el cérvol de gules sobre camper d'argent que és el senyal parlant dels Cervera, els comtes senyors de la vila, així com els quatre pals reials. Al cap dels anys, la Paeria va assumir com a nou escut un que incorporava el senyal parlant d'un cérvol d'or sobre camper de gules com a element propi, típic, característic i tradicional de la ciutat, en substitució de les armes de la família Cervera, tot conservant el senyal dels quatre pals, en referència a la jurisdicció reial sobre la vila.
L'escut de Cervera és un dels emblemes més antics dels documentats a Catalunya: el cérvol, com a senyal distintiu de la localitat, ja es troba en un segell de 1288. Com a curiositat, les armories cerverines es presenten duplicades, fet que també es dona en altres municipis com ara Vic, Prades o Figueres.